# Grijeh
Grijeh je pojam koji se najčešće koristi u religioznom značenju riječi, i to najčešće u kršćanstvu. Jednostavnije rečeno, grijeh je u većini religija radnja koja ima namjenu kršiti osnovna pravila religije. U kršćanstvu grijeh je kršenje Božjih zapovijedi, pa grijeh udaljava čovjeka od Boga. To je uvreda Boga te zlo učinjeno drugima, ali i sebi.
U širem smislu grijeh je opisivanje djela i nepromišljeno izgovorene misli koja narušava općeprihvaćena moralna pravila. Abrahamske religije, koje imaju Boga, nastoje mu što više udovoljiti poštovanjem zapovijedi, a i većina religija ne podržava agresivnost i jasni prikaz nasilja, jer ga se smatra kao grijeh.
U Rimokatoličkoj Crkvi i u nekim drugim Crkvama opraštanje i čišćenje grijeha odvija se na sakramentu ispovijedi, no čovjek se obično treba truditi ispraviti štetu koju je možda, zbog grijeha, počinio. U kršćanstvu, Isus je opraštao grijehe grješnicina i carinicima. U kršćanstvu, najveći grijeh je raditi sve ono što Bog u svojim zapovijedima zahtijeva, no bez ljubavi, kako su to činili farizeji. Nekoć je dolazilo i do zloupotreba kada se oprost grijeha (indulgencija) prodavao za novac, što je u slučaju gradnje crkve sv. Petra u Rimu bio povod za Lutherovu reformaciju.
U islamu, najveći grijeh je nevjerovanje u Boga koje se naziva "kufr". Grijeh je, zapravo, sve "ono" što je za religiju loše i/ili protuzakonito.
Grijehom se smatra i jedenje određene hrane koja je, po nekim religijama, zabranjena, no pripadnici drugih religija smatraju da takva hrana po mnogočemu ne bi trebala biti zabranjena i loša. Muslimani ne jedu svinjetinu, a većina hindusa ne jede govedinu, dok neki ljudi, iz kakvih vjerskih ili drugih razloga, ne piju alkoholna pića. Sedam glavnih grijeha u kršćanstvu stvara druge grijehe.
Teški grijesi opraštaju se u ispovijedi, a oni čovjeka mogu zauvijek udaljiti od Boga, dok čovjek isto tako može sam sebe kazniti na vječni život u paklu. Učinjeni su iz velikih stvari. Manji grijesi učinjeni su iz malih stvari, no pogreške koje čovjek nesvjesno počini iz malih stvari, ne moraju obvezno biti grijeh.

## Vanjske poveznice
- Što da učinim jer padoh u grijeh?
- YouTube, kanal Frama Sesvetska Sopnica Koji su grijesi laki, a koji teški? (fra Robert Ćibarić) (AUDIO)